# Jaŭhenij Zalaty
Jaŭhenij Stsiapanavitj Zalaty (belarusiska: Яўгеній Сцяпанавіч Залаты), född 9 september 1999, är en belarusisk roddare.

## Karriär
Zalaty tävlade som Individuell neutral idrottare vid OS 2024 i Paris då Belarus inte tilläts deltaga vid spelen. Han tävlade i singelsculler och erövrade silvermedaljen bakom tyske Oliver Zeidler. Vid EM 2025 i Plovdiv tog Zalaty guld i singelsculler.